# Ola Forssmed
Ola Martin Forssmed, född 6 september 1973 i Växjö församling i Kronobergs län, är en svensk skådespelare och komiker.

## Biografi
Ola Forssmed växte upp i Växjö och Österbymo i södra Östergötland.
Forssmed har medverkat i ett flertal TV-produktioner och slog igenom brett när han fick rollen som Micki i såpoperan Rederiet 1996. Han spelade rollen tills serien lades ner år 2002.
Han har medverkat i en lång rad teaterproduktioner, bland annat The Buddy Holly Story, Karlsson på taket, Trollkarlen från Oz, Grease och Skönheten och Odjuret på Göta Lejon i Stockholm. Han spelade en av poliserna i Pippi Långstrump på Chinateatern och medverkade i Linje Lusta på Stockholms stadsteater. Här bör även nämnas farserna Charleys tant och Lorden från gränden på Intiman. Sommaren 2007 gjorde Forssmed succé som Groucho Marx i föreställningen Den stora premiären som spelades på Fredriksdalsteatern tillsammans med bland andra Eva Rydberg, Kim Sulocki och Johannes Brost i några av rollerna.
Under sommaren 2008 medverkade han i musikföreställningen Hujeda mej vá många sånger och i pjäsen Fyra bröllop och ett bad. Hösten 2008 och våren 2009 var han aktuell i rollen som Carmen Ghia i The Producers - Det våras för Hitler på Chinateatern i Stockholm och som "huskomiker" i Babben & Co. Sommaren 2010 spelade han i Vita Hästen på Gunnebo slottsteater.
Ola Forssmed gestaltade den tragikomiska karaktären Johannes på Youtube. En humorserie om en trasig kille som lever i sin egen lilla bubbla. Sketcherna/serien är skriven och regisserad av Robert Hallén.

## Familj
Ola Forssmed har två barn tillsammans med Martina Beer (född 1972) och är syssling till socialminister Jakob Forssmed.

## Teater

### Roller (ej komplett)
| År   | Roll                   | Produktion                                                                                            | Regi                   | Teater                   |
| ---- | ---------------------- | --- | ---------------------- | ------------------------ |
| 1992 | Student                | Landet utan gräns (Das weite Land) Arthur Schnitzler                                                  | Jan Håkanson           | Stockholms stadsteater   |
| 1993 | Jerry Allison          | Buddy – The Buddy Holly Story Alan Janes och Rob Bettinson                                            | Tony Verner            | Göta Lejon               |
| 1993 |                        | Karlsson på taket Astrid Lindgren                                                                     | Pernilla Skifs         | Göta Lejon               |
| 1998 | Ung inkasserare        | Linje lusta (A Streetcar Named Desire) Tennessee Williams                                             | Rickard Günther        | Stockholms stadsteater   |
| 1999 | Pappan                 | Nils Karlsson Pyssling Astrid Lindgren                                                                | Staffan Götestam       | Maximteatern             |
| 2000 | Pappan                 | Nils Karlsson Pyssling Astrid Lindgren                                                                | Staffan Götestam       | Folkan                   |
| 2000 | Kurre Blixten Svensson | Lorden från gränden (Me and My Girl ) L. Arthur Rose och Noel Gay                                     | Thomas Ryberger        | Intiman                  |
| 2001 | Fågelskrämman          | Trollkarlen från Oz (The Wizard of Oz)                                                                | Staffan Götestam       | Göta Lejon               |
| 2002 |                        | Pippi Långstrump Astrid Lindgren                                                                      | Staffan Götestam       | Göta Lejon               |
| 2004 | Sonny                  | Grease Jim Jacobs och Warren Casey                                                                    | Bjarni Haukur Thorsson | Göta Lejon               |
| 2005 | Lumière                | Skönheten och odjuret (Beauty and the Beast) Alan Menken, Howard Ashman och Tim Rice                  | Hans Berndtsson        | Göta Lejon               |
| 2007 | Kapten Spoling         | Den stora premiären Åke Cato och Mikael Neumann                                                       | Adde Malmberg          | Fredriksdalsteatern      |
| 2008 |                        | Fyra bröllop och ett bad (Der kühne Schwimmer) Franz Arnold och Ernst Bach                            | Hans Berndtsson        | Fjäderholmsteatern       |
| 2008 | Carmen Ghia            | The Producers - Det våras för Hitler (The Producers) Mel Brooks och Thomas Meehan                     | Anders Aldgård         | Chinateatern             |
| 2010 | Piccolon               | Vita Hästen (Im weißen Rößl) Ralph Benatzky, Erik Charell och Hans Müller-Einigen                     | Anders Aldgård         | Gunnebo slottsteater     |
| 2011 | Piccolon               | Vita Hästen (Im weißen Rößl) Ralph Benatzky, Erik Charell och Hans Müller-Einigen                     | Anders Aldgård         | Riksteatern              |
| 2011 | Jean Altiallo          | Viva la Greta Åke Cato och Mikael Neumann                                                             | Anders Albien          | Fredriksdalsteatern      |
| 2012 | Harry                  | Ladykillers Graham Linehan                                                                            | Lena Koppel            | Gunnebo slottsteater     |
| 2013 | Harry                  | Ladykillers Graham Linehan                                                                            | Lena Koppel            | Riksteatern              |
| 2014 | Jimmy                  | Flashdance the musical Tom Hedley och Robert Cary                                                     | Anders Albien          | Chinateatern             |
| 2014 | Medverkande            | Från Parken till Vegas, revy Claes Malmberg och Lennie Norman                                         | Anders Aldgård         | Gunnebo slottsteater     |
| 2015 | Trollkarlen            | Trollkarlen från Oz Robert Dröse och Martin Land                                                      | Robert Dröse           | Maximteatern             |
| 2015 | Gangster 1             | Förklädet (The Drowsy Chaperone) Bob Martin, Don McKellar, Lisa Lambert och Greg Morrison             | Edward af Sillén       | Göta Lejon               |
| 2015 | Tom                    | Easter Parade Staffan Götestam                                                                        | Staffan Götestam       | Boulevardteatern         |
| 2016 | Göran                  | Rakt ner i fickan (Cash on delivery) Michael Cooney                                                   | Edward af Sillén       | Krusenstiernska gården   |
| 2017 | Tom                    | Easter Parade Staffan Götestam                                                                        | Staffan Götestam       | Riksteatern              |
| 2017 | George Pigden          | Hotelliggaren (Two Into One) Ray Cooney                                                               | Sven Melander          | Fredriksdalsteatern      |
| 2018 | Medverkande            | Kort, glad och tacksam Rikard Bergqvist och Manusfamiljen                                             | Rikard Bergqvist       | Rival/ Turné             |
| 2019 |                        | Trassel (Out of Order) Ray Cooney                                                                     | Edward af Sillén       | Krusenstiernska gården   |
| 2020 | Medverkande            | Pernilla Wahlgren har Hybris Edward af Sillén, Daniel Réhn, Calle Norlén, ensemblen och Manusfamiljen | Edward af Sillén       | Cirkus, Stockholm/ Turné |
| 2022 | Ron Carlisle           | Tootsie David Yazbek(en) och Robert Horn                                                              | Edward af Sillén       | Oscarsteatern            |
| 2023 | Doktor Johansson       | Pappor på prov (It Runs in the Family) Ray Cooney                                                     | Edward af Sillén       | Krusenstiernska gården   |
| 2024 | Tjalle Nyman           | Oj då! … en till?! (One For the Pot) Ray Cooney och Tony Hilton                                       | Edward af Sillén       | Krusenstiernska gården   |

## Filmografi (i urval)
- 1990 – Sanning och konsekvens
- 1995 – Svarta skallar och vita nätter (TV-serie)
- 1996–2002 – Rederiet (TV-serie)
- 2000 – Dinosaurier
- 2000 – En extremt långbent film
- 2000 – Jönssonligan spelar högt
- 2005 – Aphelium
- 2005 – Herbie: Fulltankad
- 2006 – Göta kanal 2 – kanalkampen
- 2006 – Myrmobbaren
- 2006 – Happy Feet
- 2006 – Bortspolad
- 2006 – Bondgården
- 2007 – Surf's Up
- 2008 – Lasse-Majas detektivbyrå – Kameleontens hämnd
- 2008 – Sagan om Despereaux
- 2008 – Disco-Daggarna
- 2009 – Scener ur ett kändisskap
- 2009 – Prinsessan Lillifee
- 2009 – Nicke Nyfiken 2: Apa på rymmen!
- 2010 – Hotell Kantarell (TV-serie)
- 2010 – Molly Monster
- 2010 – Alice i Underlandet
- 2011 – Rio
- 2011 – Prinsessan Lillifee 2: Den lilla enhörningen
- 2013 – Härmaporna (TV-serie)
- 2014 – Rio 2 – Prövar vingarna i Amazonas
- 2018 – Bäst i test (TV-program)
- 2021 – Mullvaden (TV-serie)
- 2021 – Baby-bossen 2: Familjeföretaget
- 2023 – Ett sista race